# Listă de conducători de stat din 510
506 - 507 - 508 - 509 - 510 - 511 - 512 - 513 - 514
Aceasta este o listă a conducătorilor de stat din anul 510:

## Europa
- Anglia, statul anglo-saxon Kent: Octa (rege, 502?-?) (?)
- Anglia, statul anglo-saxon Sussex: Aelle (rege, 477-cca. 514?)
- Bizanț: Anastasiu I (împărat din dinastia Leoniană, 491-518)
- Burgunzii: Gundobad (conducător, 478/480-516)
- Francii: Clovis (Chlodowech, Chlodvig) I (rege din Dinastia_Merovingiană, 481 sau 482-511)
- Gruzia: Vakhtang I Gorgasal (suveran, 447-522)
- Longobarzii: Tato (rege din dinastia Lethingilor, înainte de 510) și Wacho (rege din dinastia Lethingilor, 510-539)
- Ostrogoții: Theodoric cel Mare (rege, 474-526)
- Scoția, statul picților: Galam I (rege, cca. 495-cca. 510) și Drust al III-lea (rege. cca. 510-cca. 530)
- Scoția, statul celt Dalriada: Comgall (rege, 506?-538?)
- Statul papal: Symmachus (papă, 498-514)
- Suevii: Teudemund sau Remismund al II-lea sau Hermenric al II-lea sau Rechila al II-lea (rege) (?)
- Vandalii: Thrasamund (rege, 496-523)
- Vizigoții: Gesaleic (rege, 507-510) și Amalaric (rege, 510-531)

## Africa
- Bizanț: Anastasiu I (împărat din dinastia Leoniană, 491-518)
- Vandalii: Thrasamund (rege, 496-523)

## Asia

### Orientul Apropiat
- Bizanț: Anastasiu I (împărat din dinastia Leoniană, 491-518)
- Persia: Kawadh I (suveran din dinastia Sasanizilor, 488-531)

### Orientul Îndepărtat
- Cambodgia, statul Fu Nan: Jayavarman (Șeyebamo) (rege din a doua dinastie Kaundinya, cca. 478-cca. 514)
- Cambodgia, statul Tjampa: necunoscut (rege din a treia dinastie a tjampilor) (până în cca. 510) și Devararman (rege din a treia dinastie a tjampilor, după 510-526/527)
- Cambodgia, statul Chenla: Șrutavarman (rege, cca. 500-cca. 545)
- China: Xiao Yan (împărat din dinastia Liang, 502-549)
- China: Xuanwu Di (împărat din dinastia Wei de nord, 500-515)
- Coreea, statul Koguryo: Munja (Naon) (rege din dinastia Ko, 491-519)
- Coreea, statul Paekje: Muryong (rege din dinastia Ko, 501-523)
- Coreea, statul Silla: Chijung (Chidaero) (rege din dinastia Kim, 500-514)
- India, statul Magadha: Narasimha Gupta (495-?) (?)
- India, statul Pallava: Kumaravișnu al II-lea (rege din prima dinastie, cca. 500-cca. 520)
- Japonia: Keitai (împărat, 507-531)
- Sri Lanka: Moggallana I (rege din dinastia Moriya, 495-512)